# 2026年世界盃女子籃球賽
2026年世界盃女子籃球賽（2026 FIBA Women's Basketball World Cup）為第20屆世界盃女子籃球賽，將於9月4日至13日在德國柏林舉行，本屆計有16支國家隊參加本賽事。

## 主辦權
以下國家表示有興趣主辦:
- 阿根廷 (聖路易斯)
- 巴西 (里約熱內盧)
- 德国(柏林)

2023年4月28日，國際籃球總會在菲律賓馬尼拉舉行的中央委員會會議上宣布，德國將主辦2026年世界盃。

## 外部連結
- FIBA official website